# Efland (Carolina del Norte)
Efland es un lugar designado por el censo del condado de Orange en el estado estadounidense de Carolina del Norte.